# 莫尼耶尔 (汝拉省)
莫尼耶尔（法語：Monnières，法語發音：[mɔnjɛʁ] ⓘ）是法国汝拉省的一个市镇，属于多勒区。

## 地理
莫尼耶尔（47°6'44"N, 5°27'43"E）面积2.06 平方千米，位于法国勃艮第-弗朗什-孔泰大區汝拉省，该省份为法国东部内陆省份，北起上索恩省，西北接科多尔省，西临索恩-卢瓦尔省，南至安省，东与杜省和瑞士接壤。
与莫尼耶尔接壤的市镇（或旧市镇、城区）包括：多勒、尚旺、桑庞。

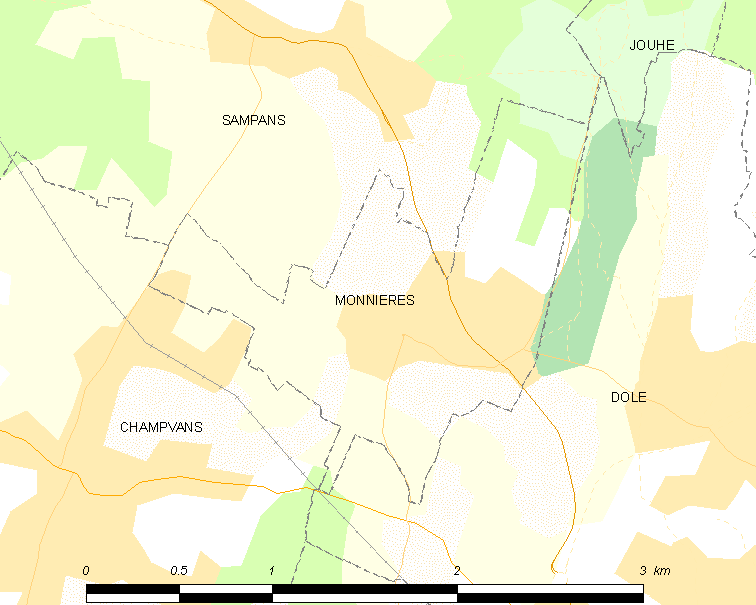
的OSM定位图

莫尼耶尔的时区为UTC+01:00、UTC+02:00（夏令时）。

## 行政
莫尼耶尔的邮政编码为39100，INSEE市镇编码为39345。

## 政治
莫尼耶尔所属的省级选区为多勒第一县。

## 人口

1962-2008年间人口变化图示

莫尼耶尔于2022年1月1日时的人口数量为390人。